# SCM Group
SCM Group è un gruppo multinazionale italiano fondato nel 1952 a Rimini specializzato nelle tecnologie per la lavorazione di materiali del legno, della plastica, del vetro, della pietra, del metallo e dei materiali compositi e nei componenti industriali.
Tra i clienti, oltre a produttori di mobili come Ikea, si annoverano nelle varie divisioni: Boeing, FCA, Toyota, Tesla, BMW, Jaguar, Land Rover.

## La storia
Il gruppo nasce nel 1952 quando i soci Nicola Gemmani e Lanfranco Aureli, dopo esperienze nei  settori fonderie e lavorazioni meccaniche, realizzano la prima macchina per la lavorazione del legno progettata dal figlio di Nicola, l'ingegnere Giuseppe Gemmani. Nei decenni successivi, l'azienda avvia un percorso di crescita e acquisisce aziende specializzate in vari segmenti di produzione nel settore del legno.
Nel luglio 2017 SCM Group acquista il 51% della tedesca Hg Grimme, produttrice di macchine per la lavorazione di materiali plastici e compositi. Nel 2018 il gruppo italiano acquisisce Dms - Diversified Machine Systems, azienda di Colorado Springs specializzata in tecnologie per la lavorazione di materiali plastici e compositi.
Nel febbraio 2022 riassetto del gruppo con l'uscita di una parte della famiglia Gemmani e la nomina di un nuovo amministratore delegato, Marco Mancini.

### Sponsorizzazioni sportive
Negli anni novanta SCM Group ha sponsorizzato il team Minardi in Formula 1.

SCM Minardi Team - Minardi M190

## Struttura
SCM Group si compone di sei marchi di divisione:
- SCM, settore delle tecnologie per la lavorazione del legno;
- CMS, settore delle tecnologie per la lavorazione di vetro, pietra, metallo, plastica, alluminio e compositi;
- Hiteco, settore della meccatronica;
- Steelmec, settore della carpenteria metallica;
- ES, settore elettrico e dell’elettronica;
- SCMfonderie, settore per le fusioni in ghisa.